# Tigriscápafélék
A tigriscápafélék (Odontaspididae) a porcos halak (Chondrichthyes) osztályának heringcápa-alakúak (Lamniformes) rendjébe tartozó család.
A család tudományos neve magyarul „kígyófogút” jelent, utalva a családhoz tartozó fajok tűszerűen vékony, hegyes fogazatára.

## Rendszerezés
A családba az alábbi 2 nem és 4 élő faj (mindkét nemben több fosszilis faj is van) tartozik:
- Carcharias Rafinesque, 1810
- Odontaspis Agassiz, 1838 - típusnem